# 귀신
귀신(鬼神)은 "사람이 죽은 뒤에 남는다는 넋" 또는 "사람에게 화(禍)와 복(福)을 내려 준다는 신령(神靈)" 혹은 "초인간적 또는 초자연적 능력의 발휘 주체로 여겨지는 신(神)"이다. 이들은 정령이나 유령의 일종으로 여겨지며 이들은 요괴나 마물과 비슷한 것으로 간주된다. 그들은 도깨비 같은 괴물이나 생물이 아니라 죽은 사람들이라고 한다.
민속에 따르면 귀신은 여러 곳에서 발견될 수 있다. 개인이 죽었지만 복수나 사랑하는 사람을 돌보는 경우와 같이 여전히 살아있는 세계와 연결되어 있을 때 그들의 영혼은 지하 세계로 가기 전에 작업을 완료하기 위해 지상에 남아 있다고 여겨진다.

## 전설
귀신에 대한 전설은 많다. 유령의 흔한 형태이기 때문에 아이들은 종종 다른 사람들을 놀라게 하거나 부모가 아이들에게 교훈을 주기 위해 이야기를 들려준다. 대부분의 전설은 살아 있을 때에 원한을 갚기 위해 죽어서도 귀신이 되어 복수를 하려 했다는 내용을 가지고 있다.

## 물리적 특성
한국 민속에 따르면 귀신은 보통 투명하고 다리가 없으며 공중에 떠 있다. 손말명 또는 처녀귀신으로 알려진 여성 귀신은 보통 장례식 때 입는 흰색 한복을 입는다. 대개 길고 처진 검은 머리를 가지고 있으며 성격에 따라 때로는 얼굴이 없다. 남성 귀신은 다소 드물며 다른 모습을 하고 있을 수 있다.

## 한국의 귀신
한국의 민간신앙에서 귀신은 대체로 영들과는 달리 원체를 갖추지 못하고 아무 것에도 종속하지 않는 고립된 존재이다. 이 점에서 귀신은 영(靈體)이며 정(精) 또는 신명과 구별되나 원체관념이 흐려지면 정이나 영이나 신명과 혼합된다.
귀신은 허리 이하가 장지(張紙) 옷이고 발은 말라 여위어서 마치 아교와 같고 뼈만 남은 모습을 하고 있는데 오래지 않아 병을 얻어 죽을 신세를 지닌 것이고 신명 앞에서 꼼짝도 못하는 세력이 약한 존재이며, 힘센 사람이 노려보면 점점 작아져서 없어지는 존재이다. 사람이 주는 음식에 고분고분 말을 잘 듣는 보이지 않는 존재인데 귀신 중에도 짓궂은 것이 있다.
귀신은 낮에는 이리저리 공중에 떠돌아다니다가 밤에는 궂은 곳을 찾아 몸을 쉬기도 한다. 대체로 오래된 고목(古木)이 귀신의 거처가 된다. 또 인가(人家)를 찾아드는 때가 있는데 그때에는 귀신들이 싫어하는 방편을 써서 들어오지 못하게 막고 소금을 뿌린다든지 콩을 뿌리거나 한다. 그 거처는 덤불 숲, 땅 속, 못, 우물가 등이고 궂은 곳이나 어디에나 드나들 수 있다. 귀신은 일단 사람의 집에 들어가면 음식 제공을 받고서야 그곳을 떠나고 백주에 돌멩이를 던지는 난동을 부리며 때로는 사냥개 소리를 내거나 휘파람을 불기도 하고 세찬 바람을 일으키기도 한다. 밤에는 길 가는 행인을 괴롭히고 불장난도 한다. 이 불을 도깨비불이라고도 말하며 사람들이 무서워한다.
귀신은 때로는 영리하여 한 나라나 한 가족의 멸망을 예언하여 경고도 하고 잊은 물건의 소재를 잘 알아 내기도 한다. 그러나 대체로 귀신은 앞에서도 말했듯이 보다 세력이 있는 것에 쫓기는 몸인 것이다. 귀신 중에서 강한 귀신은 약한 귀신을 살해하기도 하고 처용(處容)과 같은 강한 인물을 그린 부적이나 글귀 앞에서는 꼼짝도 못하고 쫓겨 나가는 존재이다. 그런데 신명도 머물 처소를 갖지 못하거나 생존자로부터 제물을 받지 못하면 귀신이 되는 경우가 있다.

## 중국의 귀신
중국의 전통에서 귀신(鬼神)은 초자연적인 존재이며 세상에 영향을 줄 수 있다. 이것은 다신교 사상이다. 중국 상고 시대에 귀(鬼)는 죽은 사람을 가리키며, 생존자의 조상이다.
신(神)은 천신과 지기(地祇)로 나눌 수 있으며, 천지 산천 사직을 통제하는 신령이다. 사람은 직접 귀신을 볼 수 없으니, 무당을 통해 중개인으로 삼아야 하며, 점복으로 그들의 뜻을 이해해야 한다. 귀신에 대하여 제사를 거행하면 그들의 가호를 받을 수 있고, 사람들이 편안함을 얻을 수 있다.

## 같이 보기
- 손말명 (처녀귀신)
- 화이트 레이디